# Peppermint Pig
Peppermint Pig — другий мініальбом англійської групи Cocteau Twins, який вийшов 4 квітня 1983 року.

## Композиції
1. Peppermint Pig — 3:24
2. Laugh Lines — 3:20

## Склад
- Елізабет Фрейзер — вокал
- Робін Ґатрі — гітара, ударні
- Віл Геґі — бас-гітара